# Трон Слънце
Трон Слънце ((на персийски: تخت خورشید, Тахт-е Хоршид), наричан също Паунов трон ((на персийски: تخت طاووس, Тахт-е Тавус) е императорски трон на персийската династия Каджар, създаден в началото на 19 век по нареждане на Фатх Али Шах.
Тронът носи името на централния декоративен елемент – слънце, украсено със скъпоценни камъни. Второто си название тронът получава след женитбата на Фатх Али Шах, който го нарича на съпругата си, Тавус (в превод от персийски – паун). Днес тронът, като част от колекцията на национални съкровища на Иран, се намира в трезора на Централната банка на страната.

## История
В началото на 19 век, по време на управление на втория каджарски цар, Фатх Али Шах, по неговата заповед са създадени три трона, единият от които е тронът, наречен „Слънце“. За изработването му се използват злато и скъпоценни камъни от шахската съкровищница.
Тронът носи името „Слънце“ докато Фатх Али Шах взема поредната си съпруга, Тавус Таджодоле. Церемонията на сватбата се провежда на трона, Тавус става любимата съпруга на шаха и той нарича трона на нейно име, което в превод означава паун. Новото название внася по-късно объркване въз възприятието на публиката, тъй като съвпада с легендарния Паунов трон на индийската династия на Моголите, описан от френския търговец на скъпоценности, Жан-Батист Таверние и станал през 1739 г. военна плячка на основателя на персийската династия на Афшаридите, Надер Шах.
Години по-късно, друг каджарски цар, Насреддин Шах, заповядва реставрацията на трона. По неговото нареждане към трона се добавят панели с надписи, които отбелязват неговия принос към поддържането и украсяването на трона.
Тронът се използва за коронациите на шаховете от династия Каджар, провеждани в огледалната зала на двореца Голестан в Техеран. Намира се в двореца до свалянето от власт на следващата династия Пахлави през 1979 г. На 6 септември 1981 г., като част на държавната колекция на националните съкровища, тронът се пренася за съхраняване в трезора на Централната банка на Иран.

## Описание
Тронът изглежда като голям подиум, размерите му са с дълбочина около 3 m и широчина 2.5 m, вдигнат е върху шест красиво орнаментирани крака. На върха на богато украсената облегалка се намира инкрустирано със скъпоценни камъни слънце – централният декоративен елемент на трона. От всяка страна на слънцето е закрепена фигура на малка птица. За изкачването върху трона има две стъпала, на техните предни вертикални панели са изобразени митични същества, приличащи на дракони. Подиумът е ограден със златен парапет. На добавените по време на реставрацията на трона панели, върху син емайл на златен фон, са изписани стихове. Тяхното съдържание сочи, че промените са направени по заповед на Насреддин Шах. Тронът е инкрустиран с голям брой скъпоценни камъни, сред които има много диаманти, сапфири и изумруди.